# Manuel Galera
Manuel Galera Magdaleno (Armilla, Granada, 3 de dezembro de 1942 - Cabra, Córdoba, 14 de fevereiro de 1972), foi um ciclista profissional espanhol, falecido tragicamente num acidente enquanto disputava a Volta à Andaluzia de 1972, no porto do Marco.
Era o irmão menor do também ciclista profissional Joaquín Galera.
Foi um ciclista de palmarés discreto já que só conta com uma vitória no campo profissional. Ainda assim destacou em provas importantes como a Volta aos Vales Mineiros (onde foi terceiro em 1968) ou a Volta à Andaluzia.

## Memorial Manuel Galera
Em Armilla, sua localidade natal, organizou-se durante muitos anos o Memorial Manuel Galera em sua honra. A prova deixou de disputar-se em 2004, e foi amplamente dominada por corredores espanhóis, algum deles muito ilustres, como Óscar Sevilla ou o Chava Jiménez.

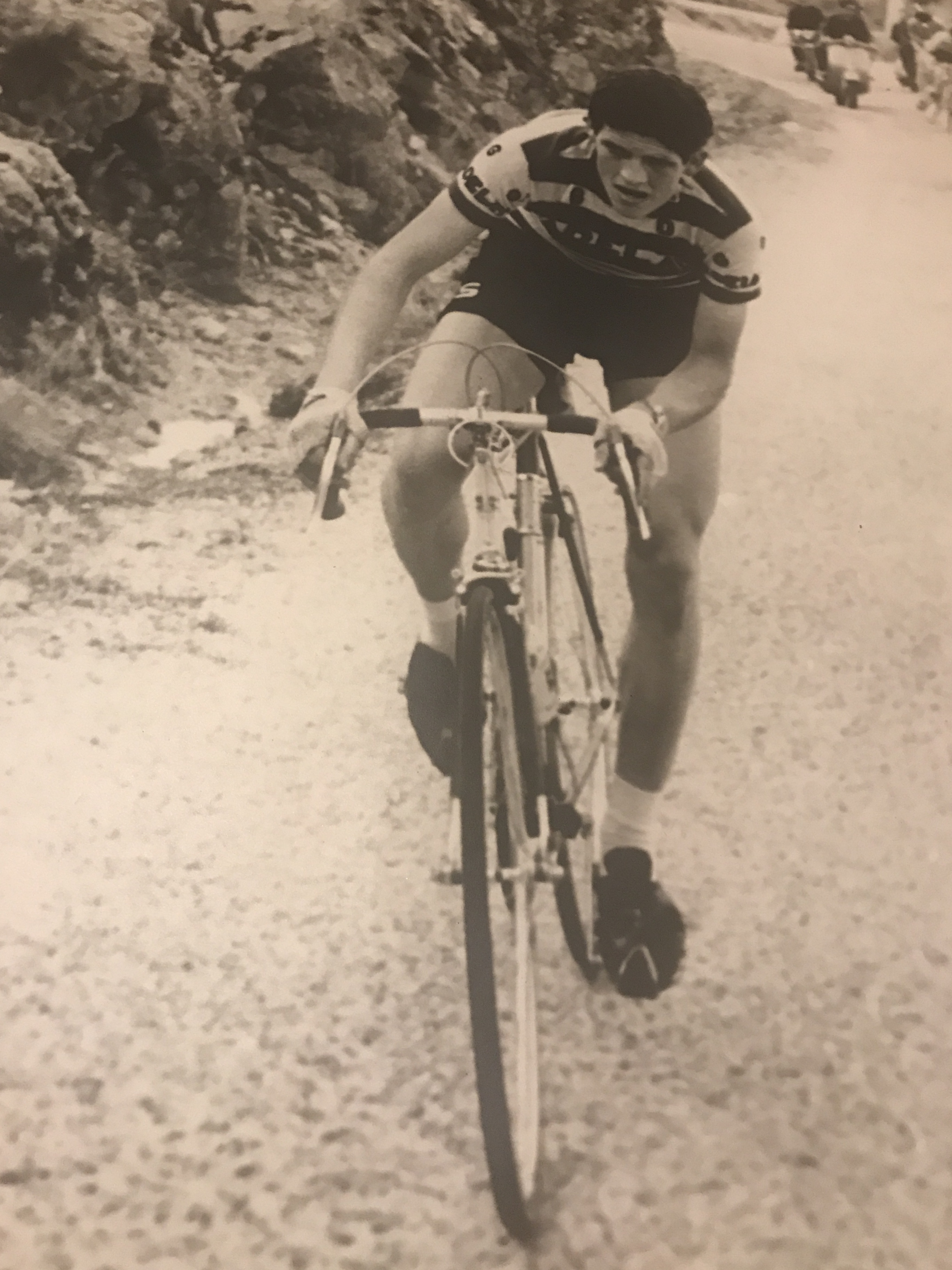
Ciclista de Armilla (Granada) tristemente falecido no ano 1972

Cabe reseñar que a primeira escola de Ciclismo de Andaluzia se criou em 1.974 pelo Grupo Desportivo Genil a sua memória, passando o clube a se chamar Grupo Desportivo Genil-Escola Ciclista Manuel Galera.

## Palmarés
- 1968
  - Volta a Guatemala
  - 2 Etapas da Volta à Colômbia

- 1969
  - 2 Etapas da Volta à Colômbia

- 1971
- 5⁰ na Volta a Espanha de 1971

## Equipas
- KAS-Kaskol (1967)
- Fagor (1968-1969)
- La Caseira-Peña Bahamontes (1970)
- Karpy (1971-1972)